# 克維托爾滕山
71°49′S 5°51′E / 71.817°S 5.850°E
克維托爾滕山（英語：Kvitholten Hill）是南極洲的山丘，位於毛德皇后地的瑪塔公主海岸，屬於斯維爾德魯普山脈的一部分，是克維特舍倫嶺北岸，由德國探險隊拍攝空中照片。